# Jämtön
Jämtön är en småort (före 2023  tätort) invid E4 i norra delen av Luleå kommun på gränsen mot Kalix kommun. 
Byns valspråk är "Ön på fastlandet" då den ursprungliga bebyggelsen var en ö men på grund av landhöjningen är det nu fastland.
Jämtön blev utsedd till Årets by i Luleå kommun 2004 och 2010.

## Historik
Jämtön är känd för bland annat Rörbäcks havsbad och camping. Jämtön nämns första gången redan på tidigt 1400-tal då byn var en av de största i Norrbotten. Under 2017 lade Skanova ner det kopparbaserade telenätet på orten.

### Befolkningsutveckling
| Befolkningsutvecklingen i Jämtön 1960–2020 | Befolkningsutvecklingen i Jämtön 1960–2020 | Befolkningsutvecklingen i Jämtön 1960–2020 | Befolkningsutvecklingen i Jämtön 1960–2020 | Befolkningsutvecklingen i Jämtön 1960–2020 |
| ------------------------------------------ | ------------------------------------------ | ------------------------------------------ | ------------------------------------------ | ------------------------------------------ |
|                                            |                                            |                                            |                                            |                                            |
| År                                         |                                            |                                            | Folkmängd                                  | Areal (ha)                                 |
| 1960                                       | 1960                                       |                                            | 268                                        |                                            |
| 1965                                       | 1965                                       |                                            | 283                                        |                                            |
| 1970                                       | 1970                                       |                                            | 230                                        |                                            |
| 1975                                       | 1975                                       |                                            | 234                                        |                                            |
| 1980                                       | 1980                                       |                                            | 251                                        |                                            |
| 1990                                       | 1990                                       |                                            | 201                                        | 81                                         |
| 1995                                       | 1995                                       |                                            | 192                                        | 84#                                        |
| 2000                                       | 2000                                       |                                            | 214                                        | 84                                         |
| 2005                                       | 2005                                       |                                            | 236                                        | 87                                         |
| 2010                                       | 2010                                       |                                            | 237                                        | 86                                         |
| 2015                                       | 2015                                       |                                            | 203                                        | 78                                         |
| 2020                                       | 2020                                       |                                            | 206                                        | 78                                         |
| Anm.: # Som småort.                        |                                            |                                            |                                            |                                            |